# 三巴洛
三巴洛（印尼語：Semparuk）是印度尼西亞西加里曼丹省三發縣的一個鎮，位於該縣西南部，西連邦戛鎮、沙拉迪加鎮，南毗東文島宜鎮，東接直木港鎮，北隔三發河與南假獅鎮相鄰。

## 行政區劃
三巴洛鎮於2003年6月由邦戛鎮區域劃分而成立，目前該鎮轄有5個村。
1. 斯武陵村 (Desa Seburing)
2. 三巴洛村 (Desa Semparuk)
3. Desa Sepadu
4. Desa Sepinggan
5. Desa Singaraya